# Біргітта Бремер
Біргітта Бремер (швед. Birgitta Bremer, народилася в 1950) — шведський ботанік, професор Шведської королівської академії наук, директор Бергіанського ботанічного саду, учасниця міжнародної групи із систематизації рослин APG II.

## Біографія
Професор Бремер отримала ступінь доктора ботаніки в 1980 році в Стокгольмському університеті, захистивши дисертацію на тему «Таксономія мохів роду Schistidium». У 1981 році її призначили доцентом Стокгольмського університету; 1983—1990 рр. викладач систематики. З 1990 по 2000 роки була систематичним викладачем ботаніки; у 2000—2001 роках виконувала обов'язки декана кафедри систематики; 2000—2004 роках — професор кафедри молекулярної систематики рослин.
З 2002 року працює директором Фонду Бергіуса та директором Бергіанського ботанічного саду. З 2004 року — професор систематики у Стокгольмському університеті.

## Особисте життя
Одружена із Коре Бремером, шведським ботаніком, ректором Стокгольмського університету. Має двоє дітей.

## Вибрані публікації
- Oxelman B., Kornhall P., Olmstead R. C., Bremer B. 2005. Further disintegration of Scrophulariaceae. Taxon 54: 411—425. [Архівовано 4 березня 2016 у Wayback Machine.]
- Smedmark J. E. E., Eriksson T., Bremer B. Allopolyploid evolution in Geinae (Colurieae: Rosaceae) — building reticulate species trees from bifurcating gene trees. Organisms Diversity and Evolution 5: 275—283. 2005
- Razafimandimbison S. G., Moog J., Lantz H., Maschwitz U., Bremer B. Re-assessment of monophyly, evolution of myrmecophytism, and rapid radiation in Neonauclea s.s. (Rubiaceae). Molecular Phylogenetics and Evolution 34: 334—354, and 37: 938—939 2005
- Bremer K., Friis E. M., Bremer B. Molecular phylogenetic dating of asterid flowering plants shows early Cretaceous diversification. SYST BIOL 53: 496—505 2004
- Razafimandimbison S. G., Kellogg E. A., Bremer B.. Recent origin and phylogenetic utility of divergent ITS putative pseudogenes: A case study from Naucleeae (Rubiaceae) SYST BIOL 53: 177—192 2004
- Bremer B., Bremer K., Chase M. W., Reveal J. L., Soltis D. E., Soltis P. S., Stevens P. F. et al. An update of the Angiosperm Phylogeny Group classification for the orders and families of flowering plants: APG II. BOT J LINN SOC 141 (4): 399—436 2003.
- Bremer B., Bremer K., Heidari N., Erixon P., Olmstead R. G., Anderberg A. A., Källersjö M., Barkhordarian E. Phylogenetics of asterids based on 3 coding and 3 non-coding chloroplast DNA markers and the utility of non-coding DNA at higher taxonomic levels. MOL PHYLOGENET EVOL 24 (2): 274—301 2002.
- Novotny V., Basset Y., Miller S. E., Weiblen G. D., Bremer B., Cizek L., Drozd P. Low host specificity of herbivorous insects in a tropical forest. NATURE 416 (6883): 841—844 2002.